# Hesperiderna
Hesperiderna var i grekisk mytologi de nymfer som arbetade i, tog hand om och vaktade hesperidernas trädgård. I trädgården fanns en lund med träd där gyllene äpplen växte. Trädgården skall ha legat i "den yttersta västern", det vill säga vid atlantkusten väster om Atlasbergen i dagens Marocko. Där bevakade draken Ladon de gyllene äpplen som Hera erhållit i bröllopsgåva av Gaia. Det senare bortrövandet av dessa frukter var ett av Herakles tolv stordåd. 
Antalet hesperider varierar mellan olika källor; de var antingen tre, fyra eller sju stycken. Vilka nymfernas föräldrar var varierar också; de beskrivs antingen som Nyx och Erebos, Ceto och Forkys eller Themis och Zeus. Nymfernas namn var Aigle, Arethusa, Erytheia, Hespera, Hesperia, Hesperusa och Hestia.

## Avbildningar av hesperiderna

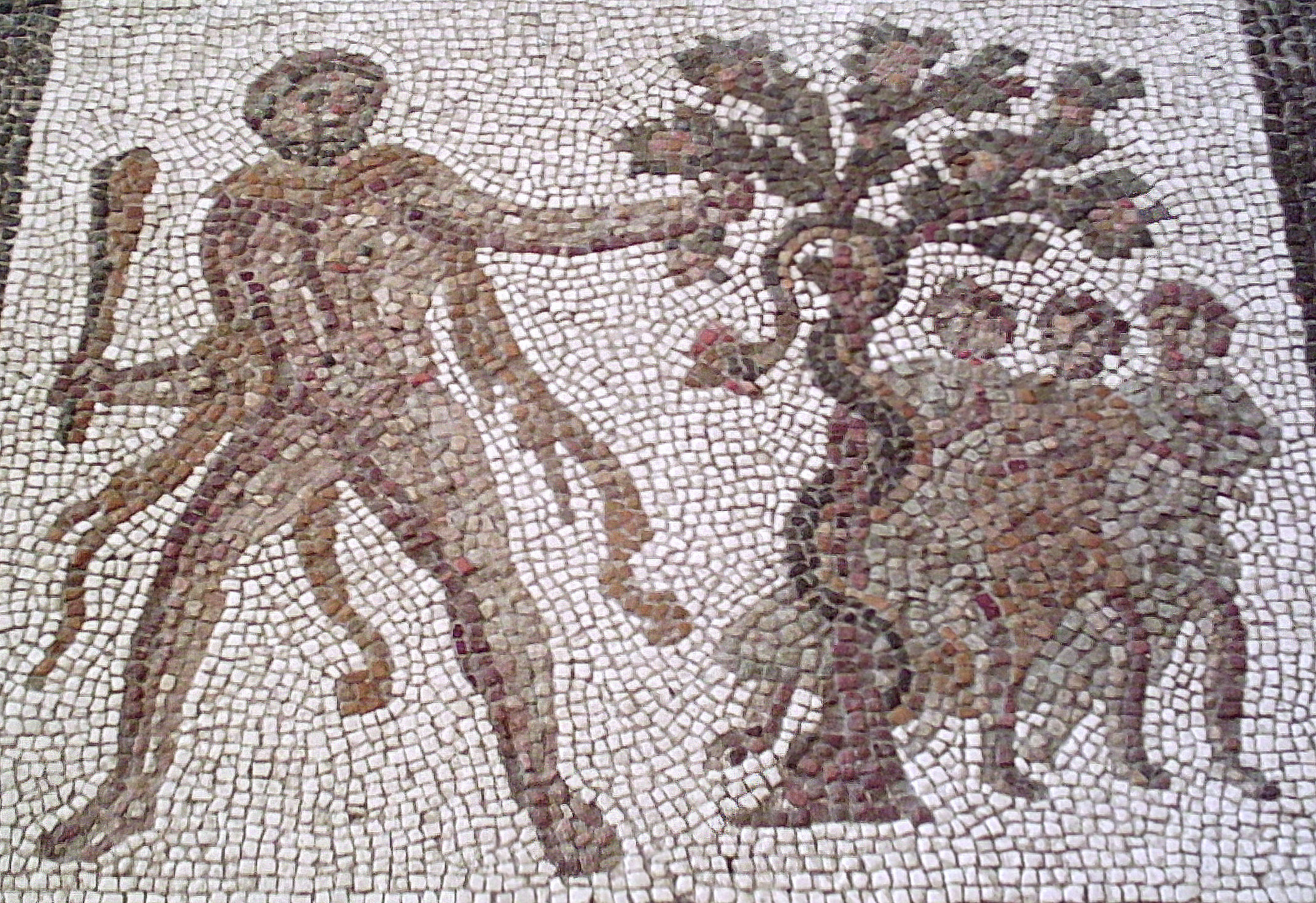
Herakles stjäl äpplena från hesperidernas trädgård. Romersk mosaik från första hälften av 200-talet e.Kr.
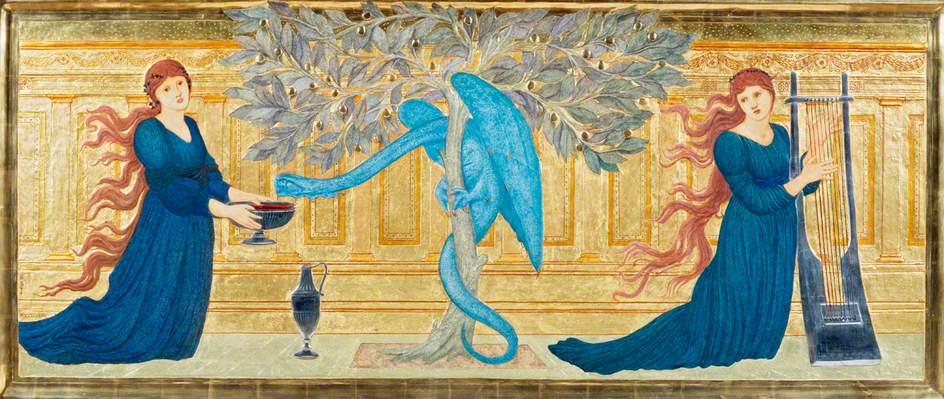
The Garden of the Hesperides, målad av Edward Burne-Jones 1880–1881.
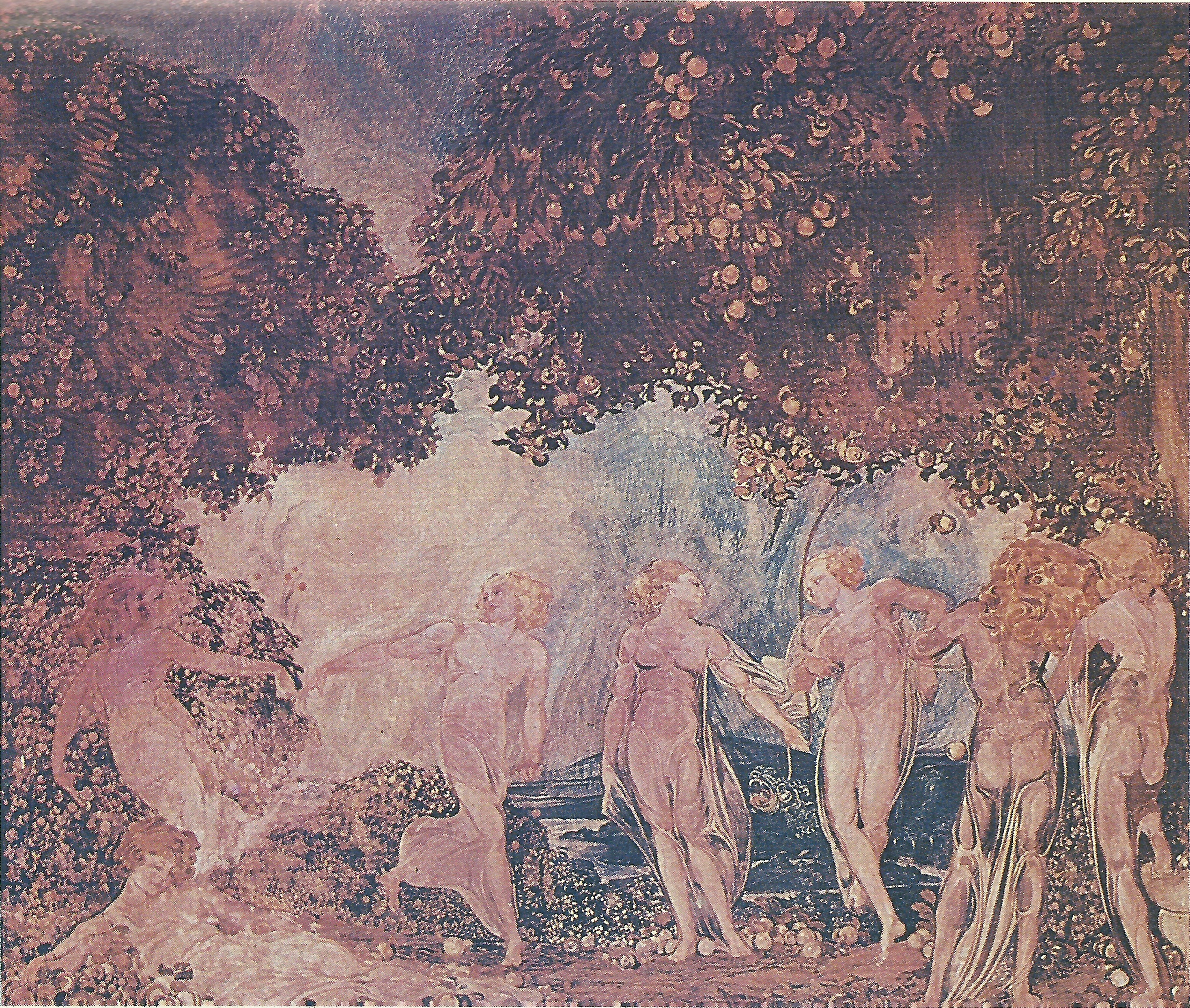
Huerto de las Hespérides, målad av Néstor Martín-Fernández de la Torre 1909.
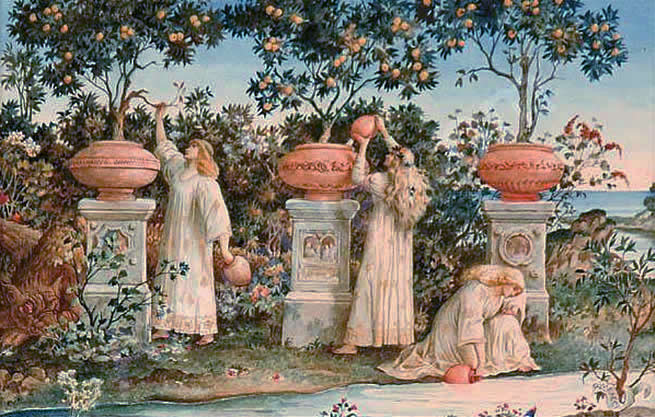
Målning av Ricciardo Meacci från 1894.
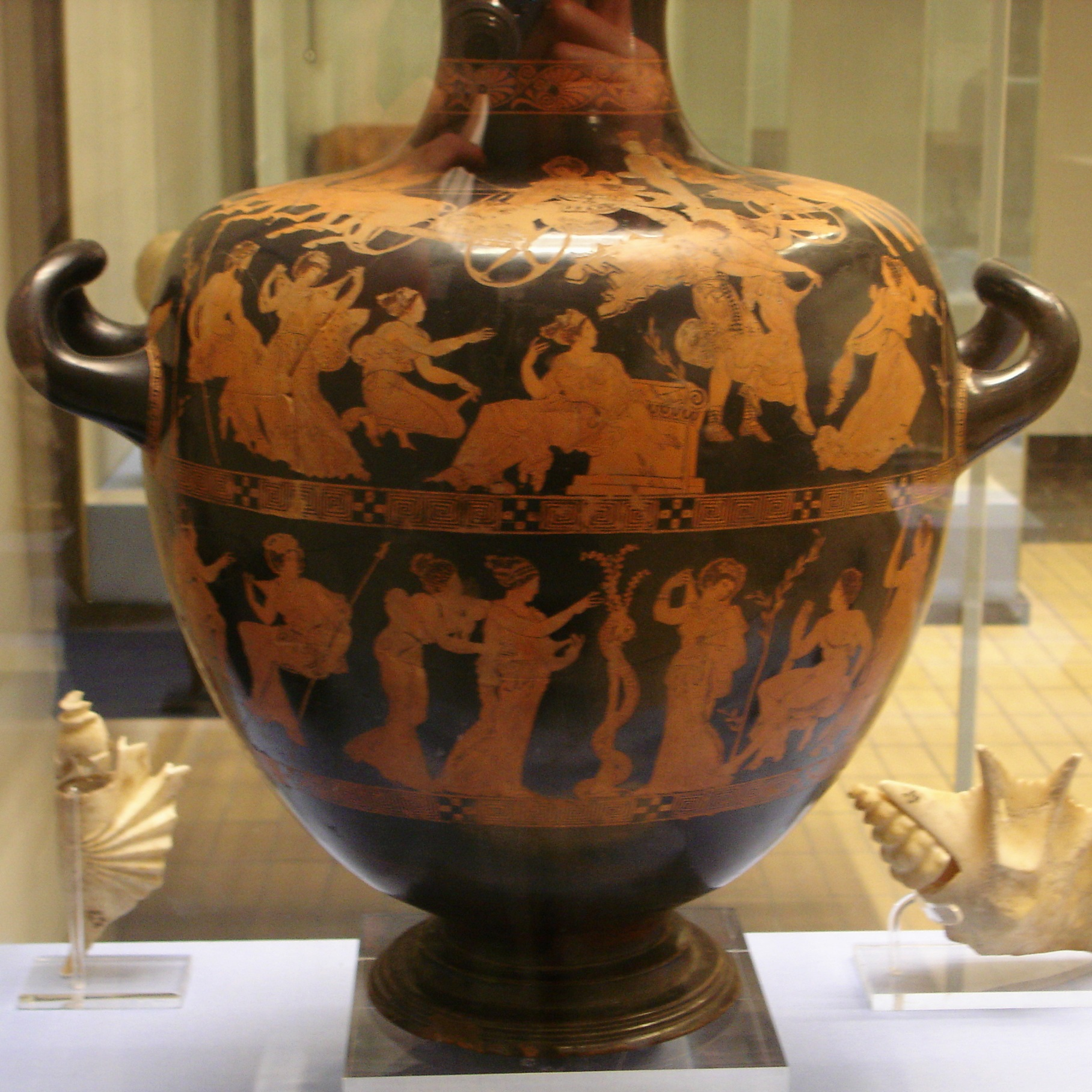
Herakles och hesperiderna på grekisk vas från 420–400 f.Kr.